# Bulbul aux ailes olive
Pycnonotus plumosus
Espèce
Statut de conservation UICN

 LC  : Préoccupation mineure
Le Bulbul aux ailes olive (Pycnonotus plumosus) est une espèce de passereau de la famille des Pycnonotidae.

## Répartition
Cet oiseau vit au Brunei, en Indonésie, en Malaisie, en Birmanie, aux Philippines, à Singapour et en Thaïlande.

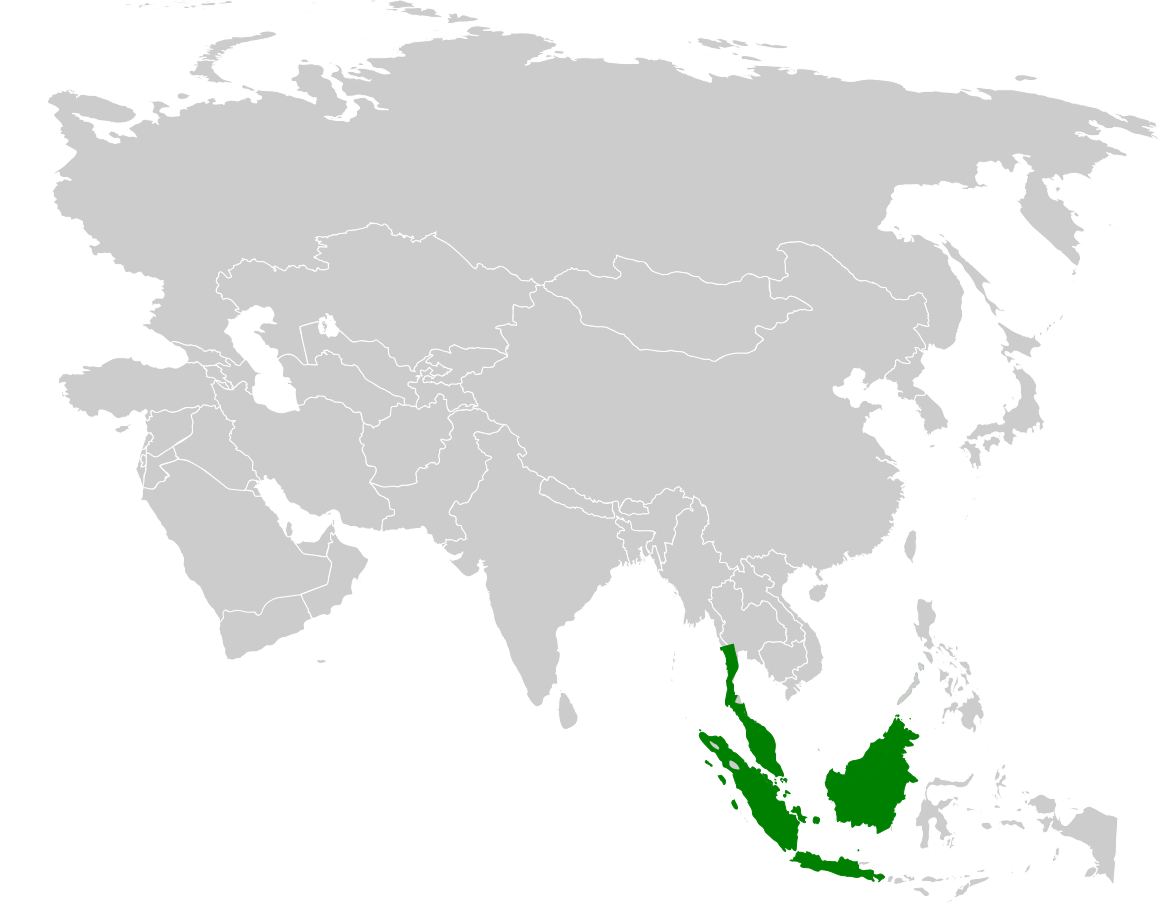
Aire de répartition du bulbul aux ailes olive

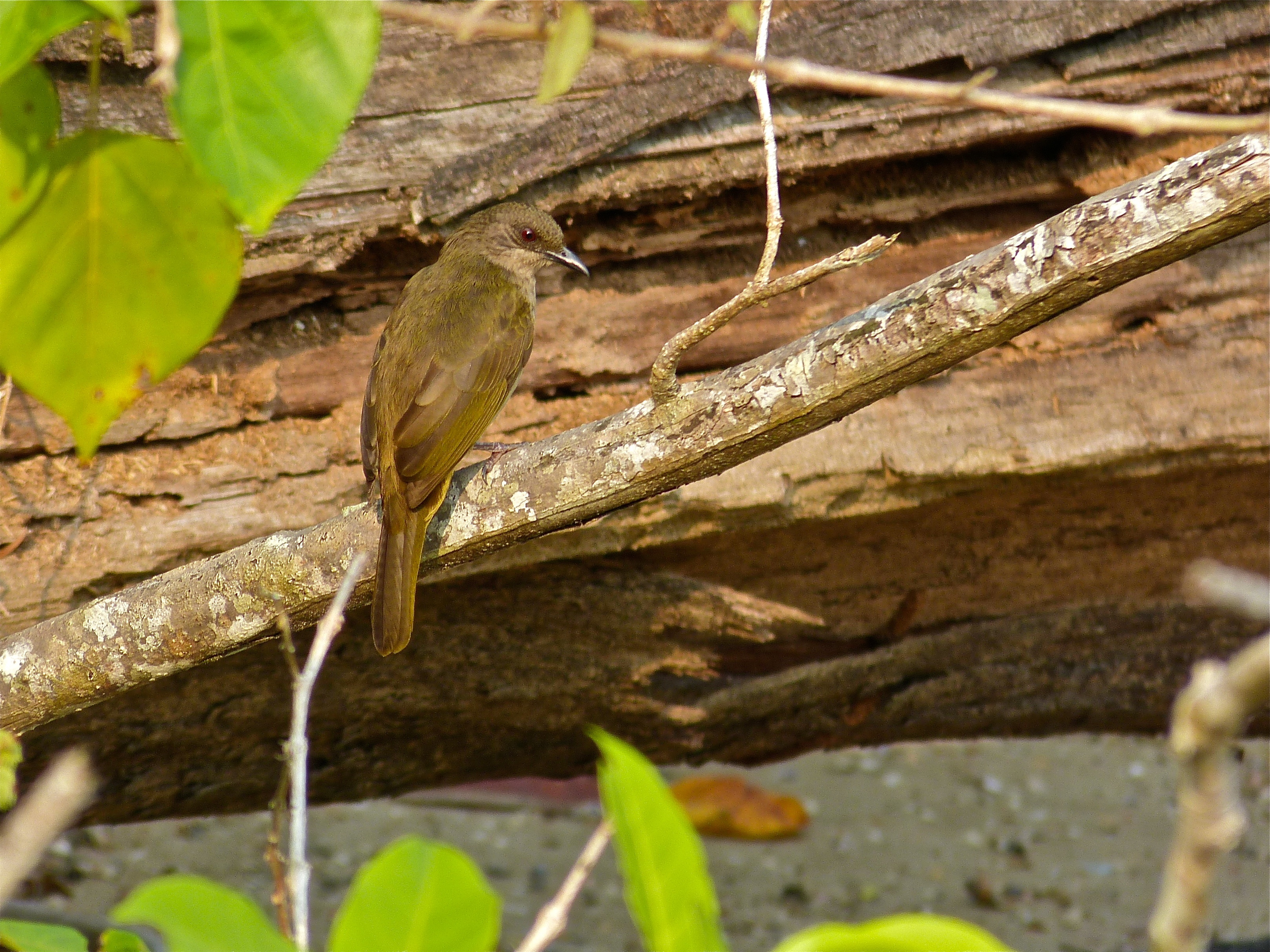
Pycnonotus plumosus (Parc national de Bako, Malaisie)

## Habitat
Il habite les forêts tropicales et subtropicales humides de plaine.

## Sous-espèces
Il en existe cinq sous-espèces:
- Pycnonotus plumosus plumosus ;
- Pycnonotus plumosus porphyreus ;
- Pycnonotus plumosus hutzi ;
- Pycnonotus plumosus hachisukae ;
- Pycnonotus plumosus cinereifrons.